# Maksim Plopa
Maksim Mikhailovich Plopa (tiếng Nga: Максим Михайлович Плопа; sinh ngày 23 tháng 1 năm 1990) là một tiền vệ bóng đá người Nga thi đấu cho F.K. Orenburg.

## Sự nghiệp
Plopa là cầu thủ của Khimki tại Giải bóng đá ngoại hạng Nga 2008, nhưng chỉ thi đấu cho đội dự bị. Anh ra mắt chuyên nghiệp cho Saturn vào ngày 15 tháng 7 năm 2009 trong trận đấu tại Cúp quốc gia Nga trước F.K. Luch-Energiya Vladivostok.